# Egidio Foscarari
Egidio Foscarari (Bolonia, 27 de enero de 1512 – Módena, 22 de diciembre de 1564) fue un obispo italiano.

## Trayectoria
Nació en 1512, en Bolonia, entró joven aun en la orden de Santo Domingo, desempeñó en varias ciudades las funciones de profesor y predicador, fue nombrado en 1546, por el Papa Paulo III, maestro del sacro palacio, magister sacri palatii, y en 1550, por el Papa Julio III, Obispo de Módena. En 1551 fue al Concilio de Trento, en donde se distinguió por su sabiduría, su celo y su habilidad y fue empleado en la redacción de los decntos. 
Cuando en la sesión XVI de 21 de abril de 1552, el Concilio pronunció la suspensión de sus deliberaciones con motivo de la guerra declarada por el elector Mauricio al Emperador, Foscarari volvió a su diócesis que gobernó con paternal solicitud. Jamás permitía que se pronunciase en su presencia una palabra inconveniente o inmoral; hacía una guerra continua a todo lo que podía favorecer el desorden de las costumbres; fundó y dotó un hospicio para las mujeres arrepentidas; consagraba todas sus rentas a los pobres vendiendo su anillo y su báculo para ayudarles y reduciendo su vida a todo lo más sencillo en vestidos, alimento y criados para poder ser más liberal con los menesterosos. 
Predicaba con frecuencia y su mayor gusto era adornar su catedral y agrandar los edificios del obispado. Gozaba de un gran crédito cerca del Papa Julio III. Desgraciadamente el viejo Papa Paulo IV, crédulo y desconfiado, prestó oídos a acusaciones anónimas dirigidas contra la ortodoxia de Foscarari que al mismo tiempo que otros cuatro dignos prelados, entre ellos los dos ilustres Cardenales Polo y Moroné, fue perseguido y encerrado en el castillo de Sant Angelo en 1558.
Como la información del tribunal de la inquisición no podía apoyarse en ninguna prueba desfavorable a la ortodoxia de Foscarari, fue puesto en libertad al cabo de siete meses, declarado después de la muerte de Paulo IV, por una sentencia solemne de la inquisición del 1 de enero de 1560, completamente inocente y fue enviado por el Papa Pío IV que quería darle una prueba de su confianza, al Concilio de Trento que se abría por tercera vez. Se dirigió allá con su amigo el Arzobispo Bartolomé de los Mártires y confirmó la reputación que ya había adquirido. Se ve la consideración que gozaba en la asamblea en que esta le dio el encargo de examinar previamente todo lo que debía ser públicamente propuesto al Concilio, de arreglar el orden de las sesiones y de redactar los cánones. En el Concilio, Foscarari fue de la opinión que en lo sucesivo se limitase el número de eclesiásticos al de los beneficios que los ligaron a una iglesia pues los sacerdotes sin beneficio, decía, eran como caballos sin freno, proposición contra la que se alzaron con razón los Obispos de los países en que había pocos beneficios y estos medianos. Habló también en favor de la conservación del cáliz para los fieles y fue del número de los Obispos que pensaban que Cristo se había ofrecido sin ninguna duda en sacrificio en la última Cena, pero solamente en sacrificio de alabanza y de acción de gracias.
A la clausura del Concilio, en 1563, el Papa Pío IV le llamó a Roma para que formase parte de una comisión que según las órdenes del Concilio debía ocuparse en la redacción de un Catecismo y de la corrección del Misal y del Breviario. Se ocupaba con ardor en este nuevo trabajo cuando una muerte prematura le arrebató a la edad de 53 años el 23 de diciembre de 1564.